# Contea di Multnomah
La contea di Multnomah (in inglese Multnomah County) è una contea dello stato dell'Oregon, negli Stati Uniti. La popolazione al censimento del 2000 era di 665 810 abitanti. Il capoluogo di contea è Portland.

## Geografia
La contea si trova nel nord-ovest dello Stato, al confine con lo Stato di Washington. Si tratta della contea più piccola dello Stato, ma anche di quella più popolosa. La città di Portland, il capoluogo, è la più popolosa dell'Oregon. Il confine nord è dato dal fiume Columbia. Il territorio è diversificato: a ovest si trova la città di Portland, a est la Gola del Columbia e il Monte Hood.

### Contee confinanti
- Contea di Clark (Washington) - nord
- Contea di Skamania (Washington) - nord-est
- Contea di Hood River - est
- Contea di Clackamas - sud
- Contea di Washington - ovest
- Contea di Columbia - nord-ovest

## Storia
La contea fu creata nel 1854 nel Territorio dell'Oregon. La contea deve il suo nome ai nativi Multnomah, parte della tribù Chinookan.

## Comuni

### Cities
- Fairview
- Gresham
- Lake Oswego (parte)
- Maywood Park
- Milwaukie (parte)
- Portland (capoluogo)
- Troutdale
- Wood Village

### Census-designated places
- Cedar Mill
- Dunthorpe
- Orient
- West Haven-Sylvan